# Exo-SC
Exo-SC (hangul: 엑소-세찬; rr: Exo-Se-Chan; estilizado como EXO-SC) é a segunda subunidade oficial do grupo sino-coreano EXO, formada pela SM Entertainment em 2019. O duo composto por dois membros do EXO, Sehun e Chanyeol, estreou oficialmente com o extended play What a Life, lançado em 22 de julho de 2019.

## História
Na turnê do EXO, Exo Planet 4 - The EℓyXiOn, Sehun e Chanyeol cantaram juntos uma música intitulada "We Young" em Seul e Macau em julho e agosto de 2018, e a música foi lançada digitalmente através do SM Station X 0 em 14 de setembro de 2018.
No inicio de junho de 2019, foi confirmado que Sehun e Chanyeol iriam estrear como membros da segunda subunidade oficial do EXO. Em 28 de junho, o nome da unit foi anunciado como EXO-SC (abreviação de SeChan), retirado da primeira letra dos nomes de seus membros. No mesmo dia, foi anunciado que a subunidade lançaria seu primeiro extended play, intitulado What a Life, em 22 de julho, contendo seis faixas O álbum produzido por Gaeko e Devine Channel, teve todas as suas faixas escritas por Chanyeol e Sehun.

## Discografia

### Extended plays
| Título      | Detalhes | Melhores posições nas paradas | Melhores posições nas paradas | Melhores posições nas paradas | Melhores posições nas paradas | Melhores posições nas paradas | Melhores posições nas paradas | Melhores posições nas paradas | Vendas                                  |
| Título      | Detalhes | KOR                           | FRA Dig.                      | JPN                           | UK Dig.                       | US Heat                       | US Indie                      | US World                      | Vendas                                  |
| ----------- | --- | ----------------------------- | ----------------------------- | ----------------------------- | ----------------------------- | ----------------------------- | ----------------------------- | ----------------------------- | --------------------------------------- |
| What a Life | - Lançamento: 22 de julho de 2019 (KOR) - Gravadora(s): SM, Dreamus - Formato(s): CD, download digital, streaming | 1                             | 29                            | 19                            | 78                            | 10                            | 32                            | 8                             | - CHN: 133,225 - JPN: 3,641 - US: 1,000 |

### Singles
| Título                                        | Ano  | Melhores posições nas paradas | Melhores posições nas paradas | Melhores posições nas paradas | Álbum       |
| Título                                        | Ano  | KOR                           | KOR                           | US World                      | Álbum       |
| Título                                        | Ano  | Gaon                          | Hot 100                       | US World                      | Álbum       |
| --------------------------------------------- | ---- | ----------------------------- | ----------------------------- | ----------------------------- | ----------- |
| "What a Life"                                 | 2019 | 83                            | A ser divulgado               | A ser divulgado               | What a Life |
| "Just Us 2" (있어 희미하게) (featuring Gaeko) | 2019 | 107                           | A ser divulgado               | A ser divulgado               | What a Life |
| "Closer to You" (부르면 돼)                   | 2019 | 120                           | A ser divulgado               | A ser divulgado               | What a Life |

### Outras canções cartografadas
| Título                        | Ano  | Melhores posições nas paradas | Álbum       |
| Título                        | Ano  | KOR                           | Álbum       |
| Título                        | Ano  | Gaon                          | Álbum       |
| ----------------------------- | ---- | ----------------------------- | ----------- |
| "Borderline" (선)             | 2019 | 189                           | What a Life |
| "Roller Coaster" (롤러코스터) | 2019 | 195                           | What a Life |

## Filmografia
| Ano  | Título                  | Rede | Notas            |
| ---- | ----------------------- | ---- | ---------------- |
| 2019 | My Little Television V2 | MBC  | Episódios: 18–19 |